# Шахристан (тоннель)
Тоннель «Шахристан» — автомобильный тоннель длиной 5253 метра в Таджикистане на дороге между Душанбе и Худжандом, находится на 160+473 километре автодороги «Душанбе — Худжанд — Чанак» (М34) на стыке двух районов Согдийской области Таджикистана — Айнинского и Шахристанского. Тоннель облегчает преодоление Туркестанского хребта. Строительные работы начались 22 августа 2006 года. 
Открытие тоннеля 27 октября 2012 года стало одной из составляющих проекта реконструкции трассы «Душанбе — Чанак». Генеральным подрядчиком проекта выступила китайская компания «China Road».

## Значимость
Открытие тоннеля 27 октября 2012 года обеспечило круглогодичную автомобильную связь между северными (Согдийская область) и южными районами Таджикистана. До открытия проезда через перевалы Анзоб (высота 3372 метра) и Шахристан (высота 3378 метра), в зимний период северные районы Таджикистана в течение 6 месяцев были отрезаны от основной территории страны. Тоннели «Истиклол» и «Шахристан» сократили путь между Душанбе и Худжандом. Время в пути по новому маршруту «Душанбе — Худжанд» уменьшилось до 4,5—5 часов. Путь через «Шахристан» значительно облегчил сообщение между отдалёнными (и недоступными в зимнее и весеннее время для автоперевозок) населёнными пунктами Шахристанского и Айнинского районов с городами Согдийской области.

## Интересный факт
- На момент открытия тоннель являлся самым длинным автодорожным тоннелем на территории стран СНГ.